# Championnats du monde de boxe amateur 2021
Navigation
Édition précédente Édition suivante
Les 21e championnats du monde de boxe amateur masculins se déroulent du 26 octobre au 6 novembre 2021 dans la salle de la Štark Arena à Belgrade, en Serbie, sous l'égide de l'AIBA (Association internationale de boxe amateur).
Pour la première fois, les médaillés seront récompensés par des prix importants de la part de l'AIBA avec une enveloppe à 2,6 millions de dollars US. Le prix pour la première place est de 100 000$, les médaillés d'argent reçoivent 50 000$ et les deux médaillés de bronze dans chaque catégorie de poids reçoivent 25 000 $.
Du fait de l'exclusion de la Russie par le Tribunal arbitral du sport de toutes compétitions internationales jusqu'en décembre 2022, les boxeurs russes ne peuvent représenter officiellement la Russie. Ils participent donc de manière « neutre » à la compétition en représentant leur fédération sportive, la Fédération russe de boxe. Il en est de même pour la Thaïlande, dont son agence antidopage a été déclarée non conforme par l'Agence mondiale antidopage en octobre 2021.
La délégation du Kosovo s'est vu refuser l'entrée sur le territoire serbe par les autorités locales, la Serbie ne reconnaissant pas l'indépendance du Kosovo.
Cette compétition voit l'apparition d'une Fair-Chance Team sous drapeau de l'AIBA, composée de boxeurs ne pouvant pas participer aux compétitions sous leurs couleurs nationales pour diverses raisons (politiques, humanitaires etc.).

## Résultats

### Podiums
| Catégories                    | Or                        | Argent                      | Bronze                      |
| Poids mi-mouches (-48 kg)     | Temirtas Zhussupov (KAZ)  | Wuttichai Yurachai (TBF)    | Yauheni Karmilchyk (BLR)    |
| Poids mi-mouches (-48 kg)     | Temirtas Zhussupov (KAZ)  | Wuttichai Yurachai (TBF)    | Sakhil Alakhverdovi (GEO)   |
| Poids mouches (-51 kg)        | Saken Bibossinov (KAZ)    | Roscoe Hill (USA)           | Akhtem Zakirov (RBF)        |
| Poids mouches (-51 kg)        | Saken Bibossinov (KAZ)    | Roscoe Hill (USA)           | Thanarat Saengphet (TBF)    |
| Poids coqs (-54 kg)           | Tomoya Tsuboi (JPN)       | Makhmud Sabyrkhan (KAZ)     | Billal Bennama (FRA)        |
| Poids coqs (-54 kg)           | Tomoya Tsuboi (JPN)       | Makhmud Sabyrkhan (KAZ)     | Ashish Kumar (IND)          |
| Poids plume (-57 kg)          | Jahmal Harvey (USA)       | Serik Temirzhanov (KAZ)     | Samuel Kistohurry (FRA)     |
| Poids plume (-57 kg)          | Jahmal Harvey (USA)       | Serik Temirzhanov (KAZ)     | Osvel Caballero (CUB)       |
| Poids légers (-60 kg)         | Sofiane Oumiha (FRA)      | Abdumalik Khalokov (UZB)    | Alexy De la Cruz Baez (DOM) |
| Poids légers (-60 kg)         | Sofiane Oumiha (FRA)      | Abdumalik Khalokov (UZB)    | Daniyal Shahbakhsh (IRN)    |
| Poids super-légers (-63,5 kg) | Andy Cruz (CUB)           | Kerem Özmen (TUR)           | Reese Lynch (SCO)           |
| Poids super-légers (-63,5 kg) | Andy Cruz (CUB)           | Kerem Özmen (TUR)           | Hovhannes Bachkov (ARM)     |
| Poids welters (-67 kg)        | Sewon Okazawa (JPN)       | Omari Jones (USA)           | Lasha Guruli (GEO)          |
| Poids welters (-67 kg)        | Sewon Okazawa (JPN)       | Omari Jones (USA)           | Ablaikhan Zhussupov (KAZ)   |
| Poids super-welters (-71 kg)  | Yurii Zakharieiev (UKR)   | Vadim Musaev (RBF)          | Alban Beqiri (ALB)          |
| Poids super-welters (-71 kg)  | Yurii Zakharieiev (UKR)   | Vadim Musaev (RBF)          | Sarkhan Aliyev (AZE)        |
| Poids moyens (-75 kg)         | Yoenlis Hernández (CUB)   | Dzhambulat Bizhamov (RBF)   | Salvatore Cavallaro (ITA)   |
| Poids moyens (-75 kg)         | Yoenlis Hernández (CUB)   | Dzhambulat Bizhamov (RBF)   | Weerapon Jongjoho (TBF)     |
| Poids mi-lourds (-80 kg)      | Robby Gonzales (USA)      | Aliaksei Alfiorau (BLR)     | Savelii Sadoma (RBF)        |
| Poids mi-lourds (-80 kg)      | Robby Gonzales (USA)      | Aliaksei Alfiorau (BLR)     | Vladimir Mironchikov (SRB)  |
| Poids lourds-légers (-86 kg)  | Loren Alfonso (AZE)       | Keno Machado (BRA)          | Victor Schelstraete (BEL)   |
| Poids lourds-légers (-86 kg)  | Loren Alfonso (AZE)       | Keno Machado (BRA)          | Herich Ruiz Cordoba (CUB)   |
| Poids lourds (-92 kg)         | Julio César La Cruz (CUB) | Aziz Abbes Mouhiidine (ITA) | Madiyar Saydrakhimov (UZB)  |
| Poids lourds (-92 kg)         | Julio César La Cruz (CUB) | Aziz Abbes Mouhiidine (ITA) | Enmanuel Reyes (ESP)        |
| Poids super-lourds (+92 kg)   | Mark Petrovskii (RBF)     | Davit Chaloyan (ARM)        | Mahammad Abdullayev (AZE)   |
| Poids super-lourds (+92 kg)   | Mark Petrovskii (RBF)     | Davit Chaloyan (ARM)        | Nigel Paul (TRI)            |

## Tableaux des médailles
| Place | Pays                            | Médaille d'or, monde | Médaille d'argent, monde | Médaille de bronze, monde | Total |
| ----- | ------------------------------- | -------------------- | ------------------------ | ------------------------- | ----- |
| 1     | Cuba                            | 3                    | 0                        | 2                         | 5     |
| 2     | Kazakhstan                      | 2                    | 2                        | 1                         | 5     |
| 3     | États-Unis                      | 2                    | 2                        | 0                         | 4     |
| 4     | Japon                           | 2                    | 0                        | 0                         | 2     |
| 5     | Fédération russe de boxe        | 1                    | 2                        | 2                         | 5     |
| 6     | France                          | 1                    | 0                        | 2                         | 3     |
| 7     | Azerbaïdjan                     | 1                    | 0                        | 1                         | 2     |
| 8     | Ukraine                         | 1                    | 0                        | 0                         | 1     |
| 9     | Fédération thaïlandaise de boxe | 0                    | 1                        | 2                         | 3     |
| 10    | Ouzbékistan                     | 0                    | 1                        | 1                         | 2     |
| 10    | Biélorussie                     | 0                    | 1                        | 1                         | 2     |
| 10    | Italie                          | 0                    | 1                        | 1                         | 2     |
| 13    | Brésil                          | 0                    | 1                        | 0                         | 1     |
| 13    | Arménie                         | 0                    | 1                        | 0                         | 1     |
| 13    | Turquie                         | 0                    | 1                        | 0                         | 1     |
| 16    | Géorgie                         | 0                    | 0                        | 2                         | 2     |
| 16    | Azerbaïdjan                     | 0                    | 0                        | 2                         | 2     |
| 18    | Inde                            | 0                    | 0                        | 1                         | 1     |
| 18    | Espagne                         | 0                    | 0                        | 1                         | 1     |
| 18    | Iran                            | 0                    | 0                        | 1                         | 1     |
| 18    | Serbie                          | 0                    | 0                        | 1                         | 1     |
| 18    | Trinité-et-Tobago               | 0                    | 0                        | 1                         | 1     |
| 18    | Albanie                         | 0                    | 0                        | 1                         | 1     |
| 18    | Belgique                        | 0                    | 0                        | 1                         | 1     |
| 18    | Écosse                          | 0                    | 0                        | 1                         | 1     |
| 18    | République dominicaine          | 0                    | 0                        | 1                         | 1     |
| Total | 24 pays médaillés               | 13                   | 13                       | 26                        | 52    |